# 1869 au Canada
Pour un article plus général, voir Chronologie du Canada.
Cet article traite des événements qui se sont produits durant l'année 1869 au Canada.

## Événements
- 1869 à 1870 : épidémie de petite vérole à travers les tribus des plaines canadiennes, incluant les Pikunis et Blood.

- 4 - 5 octobre : Saxby Gale, une tempête tropicale, frappe l'est du pays.

### Politique
- 2 février : Lord Lisgar remplace Viscount Monck of Ballytrammon comme Gouverneur général.

- 31 mai : le Parlement du Canada approuve l’achat de la Terre de Rupert et des territoires du Nord-Ouest à la Compagnie de la Baie d’Hudson[1].

- 9 octobre : Sir Francis Hincks devient ministre des finances.
- 11 octobre : début de la rébellion de la rivière Rouge au Canada[2]. La révolte des métis anglais et français de la petite colonie de la Rivière-Rouge est déclenchée au Manitoba par Louis Riel, contre l’arrivée de nouveau colons anglophones venus de l’Ontario.

- 24 octobre : The Canadian Illustrated News est fondé à Montréal.
- 13 novembre : Terre-Neuve rejette la Confédération avec le Canada[3].

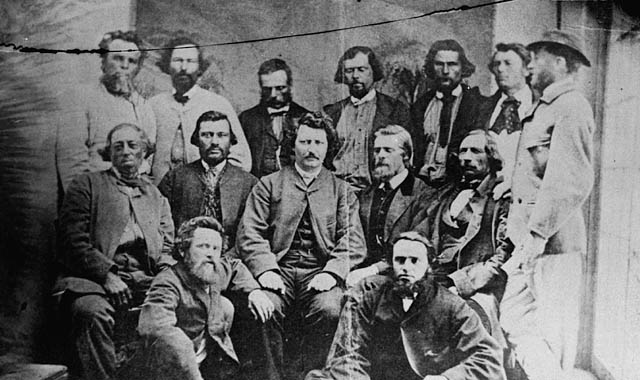
Le gouvernement provisoire Métis, avec au centre Louis Riel

### Justice
- 11 février : Patrick James Whelan est pendu pour l'assassinat de Thomas D'Arcy McGee.

### Sport
- Fondation de L'Association canadienne de crosse.

### Économie
- Timothy Eaton ouvre son premier magasin Eaton à Toronto.
- Fondation de la Banque Dominion qui va fusionner plus tard pour devenir la Banque Toronto-Dominion.
- Fondation du journal The Montreal Star.
- Fondation de McLaughlin sous le nom de McLaughlin Carriage Company à Enniskillen.

### Science
- William Leggo invente le procédé de la photographie grenée.
- J.W. King invente une échelle à poisson permettant ceux-ci de remonter les barrages.

### Culture
- Livre l'Histoire de cinquante ans : 1791-1841 de Théophile-Pierre Bédard.

### Religion
- 9 juillet : Monseigneur Ignace Bourget condamne l'Institut canadien de Montréal et met à l'index ses livres.

## Naissances
- 18 mars : Maude Abbott, médecin et féministe.
- 6 avril : Marc-Aurèle de Foy Suzor-Coté, artiste peintre et sculpteur.
- 20 juin : William Donald Ross, Lieutenant Gouverneur de l'Ontario.
- 25 août : Charles William Jefferys, artiste peintre et auteur.
- 25 novembre : Herbert Greenfield, Premier ministre de l'Alberta.
- 18 décembre : William Sanford Evans, politicien manitobain.
- 30 décembre : Stephen Leacock, auteur.

## Décès
- 5 mars : John Redpath, homme d'affaires.
- 20 avril : Alexander Forrester (éducateur)